# 对外情报局 (哈萨克斯坦)
国家安全委员会对外情报局（哈薩克語： Qazaqstan Respýblıkasynyń "Syrbar" syrtqy barlaý qyzmeti或简称Syrbar ) 是哈萨克斯坦的主要对外情报机构。自 2009 年 2 月以来，Syrbar 是哈萨克斯坦共和国国家安全委员会Barlau 部的继任者。

## 历史
- 1993 年 10 月 15 日 - 总统努尔苏丹·纳扎尔巴耶夫签署了一项法令《关于在哈萨克斯坦共和国国家安全委员会和国防部建立情报机构的命令》，标志着部门筹建。 [1]
- 1997 年 11 月 5 日 - Brlau部作为国家安全委员会下的独立外国情报机构成立。
- 2009年2月17日，总统直属外国情报局“Syrbar”重新成立。
- 2019年6月17日，外国情报局“Syrbar”划归国家安全委员会，更名为国家安全委员会对外情报局。

## 局长
- Amanzhol Zhankuliyev（2011 年 4 月 14 日[2] - ？ )
- Issatai Sartayev（2018年9月27日[3] - 2019年2月12日）
- Gabit Bayanov（自2019年2月12日起） [4]

## 标识

### 旗帜
旗帜是蓝色的扁平织物。旗帜的宽与长之比为1：2。旗帜中央是一只展翅的金色雄鹰，雄鹰的右前臂上是一支用白色马缨装饰的长枪作为护身符。鹰的左侧是一面蓝色圆边的民族银质盾牌，盾牌的中部斜向组合着两条由金色民族饰物制成的缎带。盾牌的中央也是一杆长枪护身符。 

### 徽章
Syrbar 的标志是一个带有蓝色边框的圆形盾牌。盾牌中央是一个浅蓝色的富有表现力的地球仪，经线和经线是黄色的，底部有一条蓝色的格言缎带，上面写着黄色的“Syrbar”字样。球体中央是一只张开翅膀的金鹰标志，与国旗上的图案相似。盾牌顶部是“哈萨克斯坦共和国”字样，底部是“外国情报局”，均为哈萨克语。 

### 部门荣誉
- 奖牌： [6]
  - Syrbar服役老兵勋章
  - “卓越服务”奖章
  - “对外情报贡献”奖章
- 徽章：
  - “出色服务”徽章

## 与外国情报部门的合作
美国和哈萨克斯坦于 2010 年签署了情报合作协议。这份秘密条约涵盖中央情报局与哈萨克斯坦情报局的合作。

## 笔记
1. ↑  .   [2023-06-15]. （原始内容存档于2023-05-16）.
2. ↑  . kaztag.kz.   [2021-05-04] （英语）.
3. ↑  . primeminister.kz.   [2021-05-04] （英语）.
4. ↑  February 2019, Aidana Yergaliyeva in Nation on 14. . The Astana Times. 2019-02-14  [2021-05-04]. （原始内容存档于2023-03-21） （英语）.
5. 1 2  . adilet.zan.kz.   [2021-05-05]. （原始内容存档于2022-01-16）.
6. ↑  .   [2023-06-15]. （原始内容存档于2020-11-24）.